# Рокітниця (Нижньосілезьке воєводство)
Рокітниця (пол. Rokitnica, нім. Röchlitz) — село в Польщі, у гміні Злотория Злоторийського повіту Нижньосілезького воєводства.
Населення — 271 особа (2011).

## Демографія
Демографічна структура станом на 31 березня 2011 року:
|          | Загалом | Допрацездатний вік | Працездатний вік | Постпрацездатний вік |
| -------- | ------- | ------------------ | ---------------- | -------------------- |
| Чоловіки | 131     | 23                 | 97               | 11                   |
| Жінки    | 140     | 24                 | 88               | 28                   |
| Разом    | 271     | 47                 | 185              | 39                   |